# Droogtestrekspin
De droogtestrekspin (Tetragnatha obtusa) is een spin uit de familie strekspinnen (Tetragnathidae) die in het Palearctisch gebied wordt gevonden.
De vrouwtjes worden 5 tot 7 mm groot, de mannetjes worden 3,5 tot 5,5 mm. De kleur van het achterlijf is meestal licht- of donkergrijs met een bladtekening. Een goed kenmerk is de dorsale uitstulping van het achterlijf, die goed te zien is bij het zij-aanzicht.